# Georgia la Concursul Muzical Eurovision 2010
Georgia participă la concursul muzical Eurovision 2010. În anul 2009 ea nu a participat la concurs. Reprezentantul ei a fost ales printr-un proces intern. A fost selectată interpreta Sofia Nijaradze. La 27 februarie 2010 a avut loc o finală națională în ceea ce privește care melodie din cele 6 propuse va fi interpretată. A învins melodia Shine (cântec de Sofia Nijaradze). 